# Foralrätt

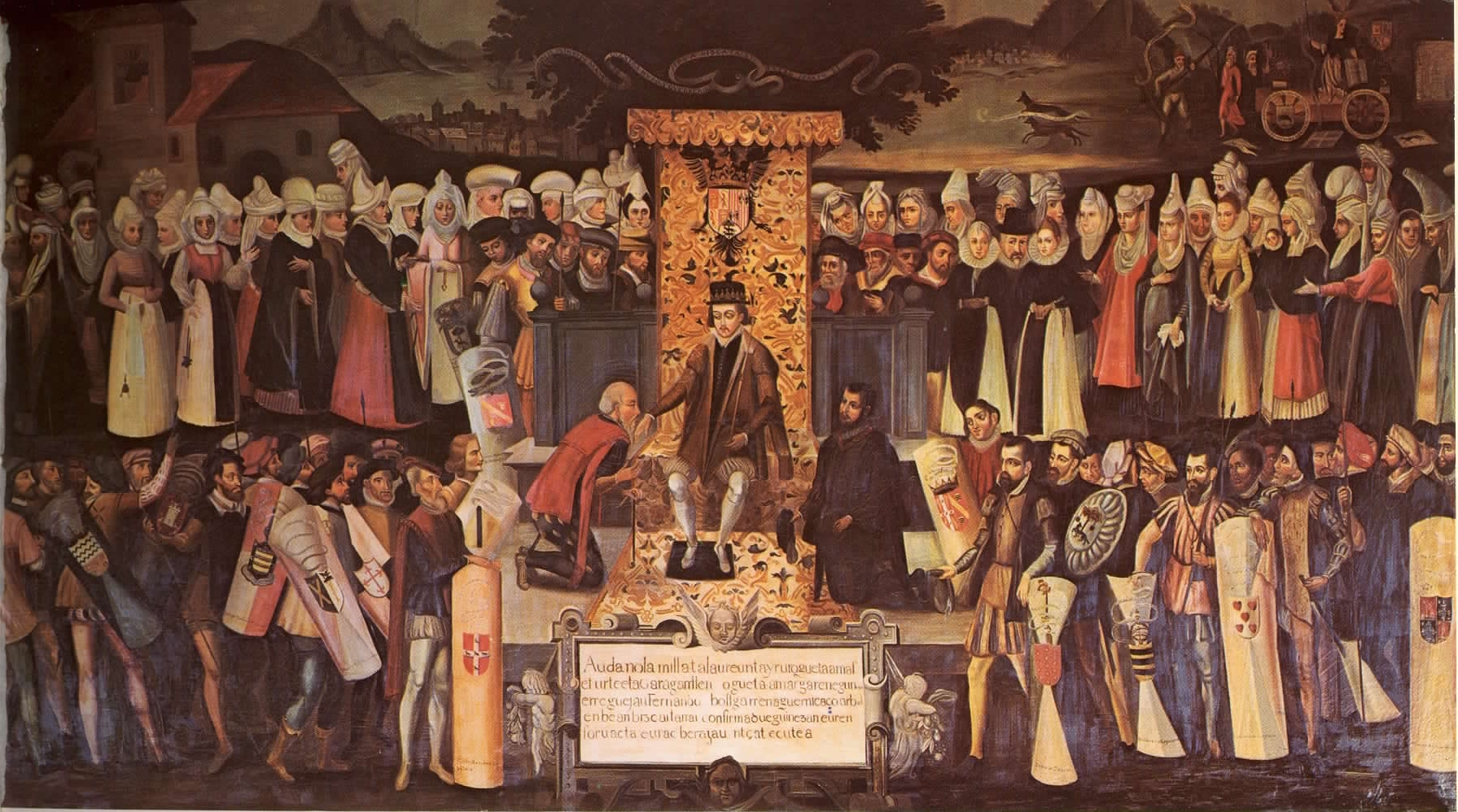
Ferdinand II av Aragonien lovar att respektera Biscayas foralrätt under en ceremoni i Gernika.

Foralrätten (tyska Foralrecht, ursprungligen från latinets forum "mötesplats") är en juridisk term som användes i sydvästra Europa under medeltiden och som fortfarande är i bruk i norra Spanien.

## Foralrätt under medeltiden

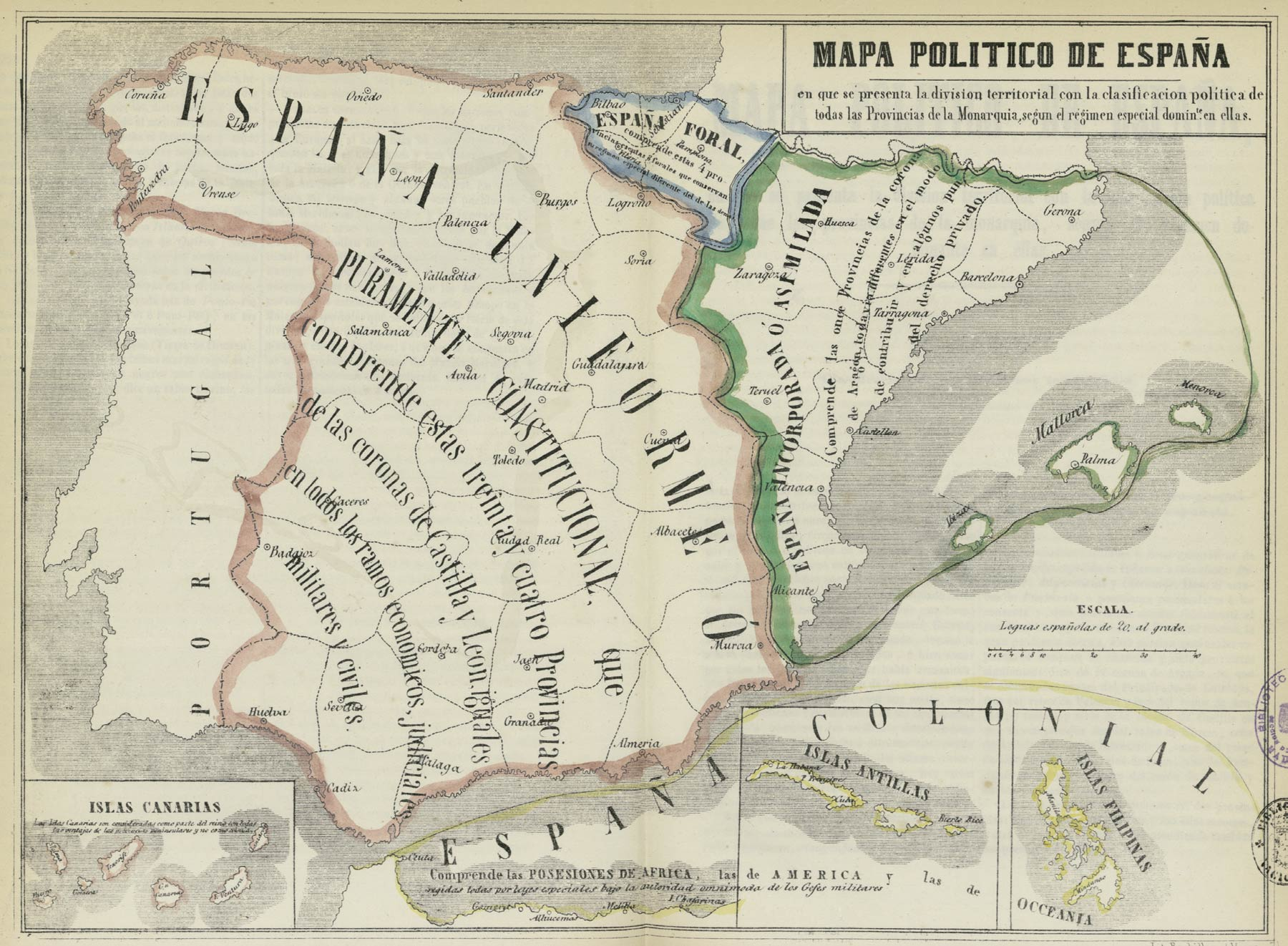
Karta över Spanien 1850, där de blåmarkerade provinserna i norr går under beteckningen España foral.

Det självbestämmande som provinser på Iberiska halvön och i Frankrike hade under medeltiden kallades foralrätt. I och med att starkare och mer centraliserade kungariken växte fram i området upphävdes foralrätten, men delar av självbestämmandet behölls i de baskiska provinserna och Béarn fram tills franska revolutionen 1789 och carlistkrigen under 1800-talet.

## Foralrätt i dagens Spanien
När de autonoma regionerna upprättades i Spanien i samband med demokratiseringen namngavs de styrande församlingarna i provinserna som tidigare ingått i kungariket Navarra efter den gamla foralrätten. Navarras fullständiga namn blev således Comunidad Foral de Navarra på spanska (där foral är ett adjektiv bildat av substantivet fuero) och Nafarroako Foru Erkidegoa på baskiska. Namnen på de lokala provinsförsamlingarna i den autonoma regionen Baskien påminner också de om foralrätten: Diputación Foral de Álava eller Arabako Foru Aldundia i Álava, Diputación Foral de Bizkaia eller Bizkaiko Foru Aldundia i Biscaya och Diputación Foral de Gipuzkoa eller Gipuzkoako Foru Aldundia i Gipuzkoa.
I dessa fyra provinser gäller foralrätten som särskild lagstiftning istället för den spanska civilrätten.